# Motorsport Arena Oschersleben
Motorsport Arena Oschersleben, tidigare Motopark Oschersleben, är en 3 667 meter lång racerbana i Oschersleben, cirka tre mil utanför Magdeburg. Banan invigdes den 25 juli 1997, efter 13 månaders byggtid. 1 augusti 2005 byttes banans namn, från Motopark Oschersleben till Motorsport Arena Oschersleben.
Evenemang, som bland annat Deutsche Tourenwagen Masters, World Touring Car Championship, och ADAC Procar körs på banan. Tidigare även FIA GT.

## Externa länkar

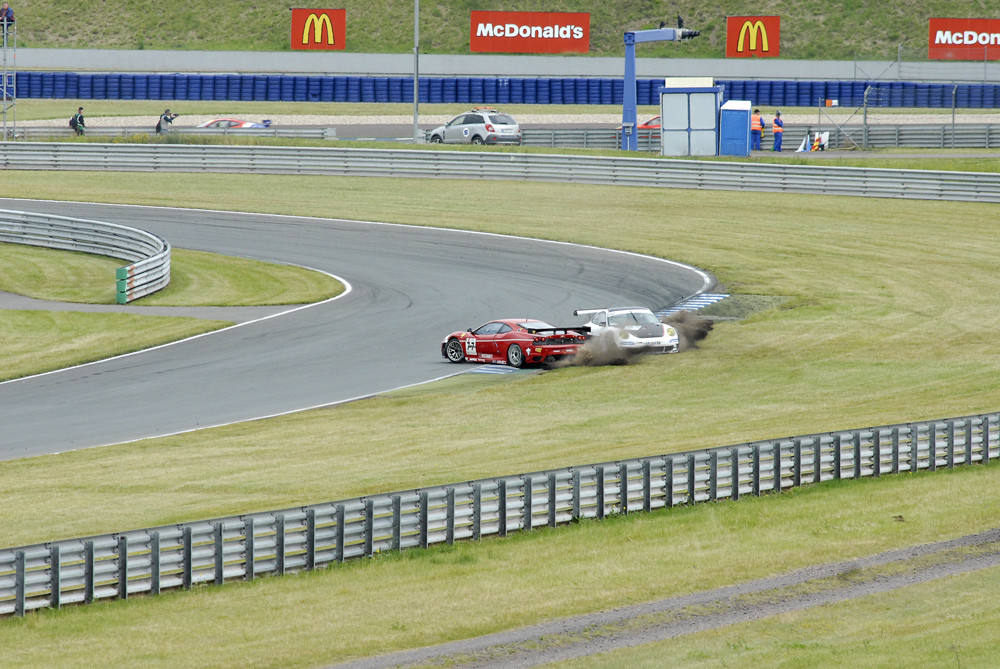
Två bilar av banan i FIA GT på Motorsport Arena Oschersleben 2009.